# Нектарий Костурски
Нектарий (на гръцки: Νεκτάριος, Нектариос) е православен духовник от XVI век, костурски митрополит на Охридската архиепископия.

## Биография
Нектарий оглавява костурската катедра в края на XVI век. Датировката на управлението му в Костурска епархия е определена от споменаването му в църковен надпис. Митрополит Нектарий Костурски е споменат в ктиторския надпис от 6 юли от годината ζρα ' (= 1593) в църквата „Свети Николай Митрополитски“.